# Distretto regionale di Central Coast
Il distretto regionale di Central Coast (CCRD) è un distretto regionale della Columbia Britannica, Canada di 3.189 abitanti, che ha come capoluogo Bella Coola.

## Comunità
- Villaggi e aree esterne ai comuni
  - Bella Coola A
  - Bella Coola B
  - Bella Coola C
  - Bella Coola D
  - Bella Coola E